# Abd-Al·lah ibn Issam al-Khawlaní
Abd-Al·lah ibn Issam al-Khawlaní (àrab: عبد الله بن عصام الخولاني, ʿAbd Allāh ibn ʿIṣām al-Ḫawlānī) fou valí de Mayurqa (913-946). Succeí en el càrrec al seu pare Issam al-Khawlani i el va abandonar per peregrinar a la Meca.